# Klein Offenseth-Sparrieshoop
Klein Offenseth-Sparrieshoop – miejscowość i gmina w północnej części Niemiec, w kraju związkowym Szlezwik-Holsztyn, w powiecie Pinneberg, wchodzi w skład urzędu Elmshorn-Land.